# Pollux (csillag)
A Pollux (Béta Geminorum, β Gem) az Ikrek csillagkép legfényesebb csillaga. Közel látható az ekliptikához, így időnként együttállásban van a Holddal és a bolygókkal. A legközelebbi óriáscsillag, vörös óriás. 2006-ban megerősítették, hogy a Pollux az első olyan a legfényesebb csillagok között, aminek bolygókísérője van. Bolygója 2,9 Jupiter-tömegű, keringési ideje 590 nap, 1,6 CsE távolságban kering. A „Castor és Pollux” párosként emlegetett két csillag közül a Pollux a fényesebb, az égbolton a tizenhatodik legfényesebb csillag.

## Leírása
A Pollux halvány narancs színű, felszíni hőmérséklete 4770 K. Átmérője a Napénak 8-10-szerese, tömege 2-3-szorosa, fényessége 32-szerese. A tizenhatodik legfényesebb csillag. Valamikor fősorozati A színképtípusú csillag volt, de mára elfogyott a hidrogénkészlete, így K0 III típusú vörös óriássá alakult. Mágneses tevékenysége gyenge, mágneses mezeje pedig a legkisebb, amit eddig csillagok esetében mértek. Valószínűsíthető, hogy a múltban ez sokkal erősebb volt.

## Nevének eredete
Castor és Pollux a görög mitológiában szereplő ikrek, apjuk Tündareosz, anyjuk Léda, Spárta uralkodói. Pollux halhatatlan, Castor halandó volt. Amikor Castor meghal, Pollux azt kéri az istenektől, hogy együtt lehessen testvérével, inkább lemond a halhatatlanságról. Zeusz ezért mindkettőjüket az égre helyezi.

## Megfigyelése
Januártól március végéig látható legjobban. A Rigeltől a Betelgeuze-ig húzott egyenes mentén található. A Castor és Pollux szögtávolsága 4,5°.

## Érdekességek
A Pollux közelében lévő Castor 1,93 és 2,97 magnitúdós párból áll, amik 4 1⁄2"-re látszanak egymástól. Ezek a csillagok 445 év alatt tesznek meg egy keringést egymás körül. Van egy harmadik, halványabb csillag is a rendszerben, ami vizuális trióvá bővíti. (valójában a trió mindegyik tagja kettőscsillag, tehát a Castor 6 csillagból áll!)

## Megjelenése a kultúrában
- A Star Trek (TOS) televíziós sorozat egyik epizódjában az Enterprise csillaghajó, ahogy megközelíti a  Pollux IV bolygót, egy lénnyel találkozik, aki Apollón görög istennek mondja magát.
- A Frontier: Elite II és Frontier: First Encounters számítógépes játékokban a Pollux közelében létesült az első állandó település. A telepesek bányászattal és fémfeldolgozással foglalkoztak.

## Fordítás
Ez a szócikk részben vagy egészben  a   Stars_and_planetary_systems_in_fiction#Pollux_.28Beta_Geminorum.29 című angol Wikipédia-szócikk fordításán alapul.  Az eredeti cikk szerkesztőit annak laptörténete sorolja fel. Ez a jelzés csupán a megfogalmazás eredetét és a szerzői jogokat jelzi, nem szolgál a cikkben szereplő információk forrásmegjelöléseként.

## Külső hivatkozások
- exoplanet.eu
- Internet STELLAR DATABASE
- SIMBAD
- Star Names Their Lore and Meaning by Richard Hinckley Allen